# 榊原宣
榊原 宣（さかきばら のぶる、1931年9月8日 - 2025年3月25日）は、日本の外科医。順天堂大学名誉教授。専攻は消化器外科学。

## 略歴
岡山県岡山市生まれ。父は榊原亨、榊原仟は叔父。1956年岡山大学医学部卒、1961年同大学院博士課程修了、医学博士。岡山大学附属病院医師、1966年東京女子医科大学助教授、1974年教授、同第二病院長、1987年順天堂大学教授（外科学第一）、岡山市病院事業管理者を経て、順天堂大学名誉教授、社会医療法人社団十全会名誉理事長。
2002年日本医師会最高優功賞、2008年山陽新聞賞受賞、2011年春、瑞宝小綬章受勲。
2025年3月25日、老衰のため死去した。93歳没。

## 著書
- 『胃の手術』永井書店 1979
- 『胃がん』1981 岩波新書
- 『ガン征圧への挑戦』日本放送出版協会 (NHKブックス) 1986
- 『胃がんと大腸がん』1992 (岩波新書)
- 『「タブー」にメスを入れた外科医』毎日新聞社 1993 田畑書店 2017
- 『胃・十二指腸の病気を治すQ&A』保健同人社 1996

### 共編
- 『外科Q&A』全3巻 杉浦光雄共編 金原出版 1986-1988

## 論文
- <榊原宣